# Im Dutzend heiratsfähig
Im Dutzend heiratsfähig (Belles on Their Toes) ist ein US-amerikanischer Spielfilm aus dem Jahre 1952 in Technicolor. Regie führte Henry Levin. Für das Drehbuch adaptierten Phoebe Ephron und Henry Ephron das Buch Aus Kindern werden Leute von Frank Bunker Gilbreth Jr. und Ernestine Gilbreth Carey. Die Hauptrollen spielten Myrna Loy und Jeanne Crain. Der Film ist die Fortsetzung von Im Dutzend billiger.

## Handlung
Der Film erzählt, wie die Familie Gilbreth nach dem Tod von Vater Frank zusammenbleiben konnte. Als Rahmen dient die Schulabschlussfeier der jüngsten Tochter Jane, bei der die ganze Familie zusammenkommt und bei der sich Lillian, die Mutter, an die Ereignisse erinnert.
Die ganze Familie arbeitet an der Reinigung und Instandhaltung des Hauses, selbst die Kleinsten helfen spielerisch mit. Da kommt Cousine Leora zu Besuch und erklärt Lillian, dass sie unmöglich so viele Kinder alleine ernähren und großziehen könne. Sie, Leora, wäre gerne behilflich und würde ein oder zwei der jüngsten Kinder aufnehmen. Aber selbst die wollen ganz offensichtlich nicht. Tage später wird Leora per Telefon mitgeteilt, dass die Familie zusammen bleiben will. Die Kinder jubeln.
Lillian will die Vorträge ihres Mannes in Prag und London halten. Doch bevor sie verreist, werden die Kinder zusammen mit dem Bediensteten Tom in das Ferienhaus auf Nantucket geschickt. Bei der Abreise der Kinder stellt sich heraus, dass es zu viele sind: Zwei Nachbarskinder wollten auch mit. Doch so schön ist es im Ferienhaus nicht. Es wirkt eher wie eine Hütte. Und zu essen gibt es Bohnen, Bohnen und wieder Bohnen. Die Kinder spielen mit den Dosen und können sogar
Burgen daraus bauen. Ernestine, die zweitälteste Tochter lernt dort Al Lynch kennen, der mit Lebensmittellieferungen Geld verdient. Der Bohnen müde geworden trifft sich Martha mit Tom und ihren Geschwistern zu einem gemütlichen Treffen am Strand. Als dort gefeiert werden soll, wird die ganze Familie, wie von Martha geplant, eingeladen. Später am Abend kommt die enttäuschte Lillian aus Europa zurück. Sie hat die Reden nicht halten können, weil ein Mann erwartet worden war. So geht es zurück nach Montclair.
Dr. Bob Grayson, ein junger Arzt, ist beim Friseur. Als dieser gerade nicht im Laden ist, kommt die Familie Gilbreth, angeführt von der ältesten Tochter Ann. Um an ihren Namen (und die Adresse) zu kommen, gibt er sich als Angestellter aus. Allerdings kommt der Friseur zurück, bevor er alle Informationen erhalten hat. Kurz darauf fährt Bob singend auf einem Fahrrad neben dem Familienwagen her, erhält dafür aber nur ein paar Lacher, als er von der Straße abkommt und in ein Blumenbeet stürzt.
Die Kinder stellen mit Toms Hilfe Root Beer her. Sie können Lillian sogar davon überzeugen, dass das eine Menge Geld sparen könne, so viel wie die Familie trinkt. Sam Harper kommt und fragt Lillian, ob sie ihm jemanden nennen könne, der weitere seiner Angestellten so ausbilden könne, wie ihr Mann es getan hat. Die Antwort, sie könne dies entspricht jedoch nicht seinem Bild von Frauen und so lehnt er ab. Als er all die Kinder sieht, wird er nachdenklich, geht aber. Kaum ist er weg, beginnen die neu gefüllten Flaschen im Keller lautstark aufzugehen. Tom muss Lillian gestehen, dass er alkoholische Getränke statt Root Beer herstellen wollte und wird deshalb gekündigt. Kaum ist das getan kommt Sam zurück, er hat es sich anders überlegt, sodass Lillian nun ausbilden kann. Als später Tom mit einem selbst geschriebenen Zeugnis kommt, das Lillian unterschreiben soll, sieht Lillian ein, dass sie diesen Angestellten weiterhin benötigt.
Ernestine hat Al, den sie in Nantucket kennengelernt hatte, für ein paar Tage eingeladen. Als Al in der Badewanne sitzt, wird er so lange von Ernestines Brüdern gestört, bis er wutentbrannt mit Ernestine Schluss macht und verschwindet. Ernestine reagiert darauf zunächst mit Tränen, so dass Lillian nachforscht was da geschehen ist. Als sie endlich in Frank jr. den Schuldigen gefunden hat und ihm klarmacht, dass er seiner Schwester weh getan hat, kann er Lillian zeigen, dass Ernestine sich auf der gerade stattfinden Party schon wieder vergnügt.
Eine Einladung vom Engineers Club of America: L. M. Gilbreth soll dort eine Rede halten. Natürlich fährt Lillian mit einer vorbereiteten Rede dorthin. Bereits an der Tür wird ihr aber gesagt, man hätte versucht ihr abzusagen. Frauen hätten nämlich keinen Zutritt. Sie gibt ihm wütend das Manuskript und steigt in ihr Auto. Beim Ausparken demoliert sie die beiden Wagen vor und hinter ihr. Auf dem Heimweg hat sie einen Unfall, sodass sie im Krankenhaus landet. Natürlich wollen sie alle Kinder dort besuchen. Da das aber nur für über zwölf Jahre alte Kinder erlaubt ist, muss dies heimlich geschehen. Bob, der der behandelnde Arzt Lillians ist, bekommt das mit, unternimmt aber nichts. Später kommt auch Sam zu Besuch. Als er von der Geschichte erfährt, kündigt er an, dass er dafür sorgen wird, dass jeder in Amerika erfährt, dass L. M. Gilbreth eine Frau sei, und eine bemerkenswerte dazu. Dies erreicht er, indem er einen Kurzfilm über die Familie der Effizienzexpertin Lillian Gilbreth dreht und diesen in das Vorprogramm eines größeren Hollywoodfilms bringt. Der Film zeigt die Familie beim effizienten Frühstück, das heißt erst in erhöhter Geschwindigkeit und dann rückwärts. Das Kinopublikum findet dies lustig, Lillian und vor allem Ann aber nicht. Wieder daheim erklärt ihnen Sam, dass das Ziel so erreicht wird. Bob, der ebenfalls im Kino dabei war, stimmt ihm zu.
Bob und Ann haben beschlossen zu heiraten. Als Ann erfährt, dass Lillian eine Professorenstelle bekommen hat, denkt sie, dass ihre Familie sie nun brauche, und dass sie daher noch nicht heiraten könne. Bob ist damit nicht einverstanden und zieht sich zurück. Ein paar Wochen später kommt Sam zu Besuch, er will Lillian offenbar einen Heiratsantrag machen. Zuerst wird er aber von Ernestine unterbrochen, die Ann zu einem Doppeldate auf einem Schulball mitschleifen will. Danach brechen auch Martha und Frank dorthin auf. Die nächste Störung ist Bob, der kommt und mit Ann sprechen will, weil er in eine andere Stadt versetzt werden soll. Zunächst erfährt er nur, dass Ann nicht da ist und will warten. Dies stört Sam, der sich bald wegen des Doppeldates verplappert. Als er dies hört wird Bob ärgerlich auf die Familie und tut das auch kund. Dadurch erfährt Lillian, warum sie Bob so lange nicht gesehen hat und eilt mit Sam auf die Feier, um mit Ann zu sprechen. Nachdem Sam Ann aus einem Tanzwettbewerb geholt hat, erklärt Lillian Ann, dass sie die Familie auch und gerade deshalb so zusammenhält, damit ihre Töchter Männer wie Bob heiraten können. Als der auf der Feier erscheint, kommen die beiden wieder zusammen. Lillian möchte noch etwas tanzen. Als sie und Sam wieder zu Hause ankommen, ist schon Lärm aus dem Haus zu hören, um den Lillian sich kümmern muss. Sam fragt Lillian, ob sie jeden Tag so viel mit ihren Kindern beschäftigt ist. Sie bejaht dies. Daraufhin lehnt sich Sam erschöpft in seinem Auto zurück und verzichtet auf den Heiratsantrag. Lillian geht zurück und trifft dort auf die weinende Jane. Da hört man, wie Jane auf ihrer Abschlussfeier aufgerufen wird, zu der der Film nun zurückkehrt. Ann fragt sie, wie sie denn die Feier, für die sie so lange und so hart gearbeitet habe, hat verschlafen können. Lillian antwortet, sie habe sich nur bei jemandem bedankt, der sie alle liebe und dem sie dies versprochen habe. Dazu wird eine Szene aus dem ersten Teil eingeblendet, in der die Familie in ihrem Auto zu sehen ist, mit Frank Sr. am Steuer.

## Produktion

### Produktionsfirmen
Der Film wurde von 20th Century Fox produziert.